# Castle Stuart Golf Links
De Castle Stuart Golf Links ia een golfbaan op een landtong bij Inverness. Hij werd in juli 2009 geopend.

## De baan
De landtong is een landschap van lage duinen, aan beide kanten liggen holes als het ware op het strand. Het moderne clubhuis ligt centraal met de eerste negen holes aan de NW kant en de laatste negen holes aan de ZO kant. De baan werd ontworpen door Mark Parsinen, die negen jaar eerder samen mer Kyle Phillips tien kilometer van St Andrews de baan van Kingsbarns aanlegde waar onder meer het Alfred Dunhill Links Championship en de Jacques Leglise Trophy werd gespeeld.
Castle Stuart heeft een dergelijk landschap van ongeveer 175 hectare. Het kasteel is 400 jaar oud en staat er nog in volle glorie.
De eerste tee staat op een duin, de backtee is ruim 30 meter boven de fairway. Vanaf die plek zie je een groot deel van de baa en de grote Kessock brug die Inverness verbindt met Noord-Schotland. Er is geen enkele bescherming tegen de wind.
De bunkers hebben een vooroorlogse stijl, de randen zijn gerafeld, niet scherp afgesneden zoals op Amerikaanse banen. Het geeft de baan meteen een aanblik alsof hij er al tientallen jaren ligt.

### Toernooien
In juli 2011, 2012, 2013 en 2016 werd hier het Schots Open  gespeeld.

## Het kasteel
Toen de jonge Frans II van Frankrijk overleed en Mary Stuart als 18-jarige weduwe achterliet, keerde zij in 1561 terug naar Schotland.  Zij gaf toen bovengenoemd stuk land aan haar stiefbroer James Stuart, gaf hem de titel van Earl of Muray, waarna hij haar regent werd en over Schotland regeerde. Hij begon met de bouw van het kasteel. Zowel hij als zijn zoon werden vermoord. James Stuart, 3de Earl of Muray, voltooide het kasteel in 1625. Lang heeft hij daar niet gewoond, want de MacInthosh clan overviel het kasteel en overmeesterden het. De familie Stuart bood hen geld, waarna ze weer vertrokken.
In de 17de eeuw, de tijd van Cromwell, verpauperde het kasteel. Het kasteel is nu gedeeltelijk weer gerestaureerd en er zijn nu acht gastenkamers.